# Pedro de Comas
Pedro de Comas (fl. 1637–1685) fue un compositor y maestro de capilla español.

## Vida
Es muy poco lo que se conoce del origen de este compositor, aparte de que nació en Calahorra. Se sabe que se formó musicalmente en la Catedral de Calahorra con el maestro Jerónimo Vicente, que ejerció el magisterio de 1631-1637. Serían compañeros de estudios Andrés Barea, Francisco Ruiz y los hermanos Cáseda (véase Diego de Cáseda). Es de suponer que sería mozo del coro de la capilla de música.
Hay otras noticias suyas en la Catedral de Calahorra. El 1 de noviembre de 1640 le pagaron doce reales por el trabajo realizado por la «fiesta de los Santos Mártires». Tres años más tarde, el 2 de mayo de 1643 se ordenaba al maestro de capilla, posiblemente Martín del Valle Castillo, y a los demás músicos entregar a Comas la mitad de sus ganancias, «media parte en las fiestas a Pedro de Comas, mozo de coro». De marzo a agosto de 1647 se le concedía licencia para ir a aprender a tañer el arpa, conservando el salario.
El 23 de noviembre de 1650 se le volvía a recibir en la Catedral, «por mozo de coro como músico, con ochenta ducados de salario, cuarenta perpetuos y cuarenta a voluntad del Cabildo». Sin embargo el dinero solo le duró cuatro años, ya que el 24 de enero de 1654 le reiteraban veinte ducados de los ochenta, «pues en lugar de haber mejorado, su voz ha empeorado, y no hay esperanzas de que mejore, y para el ministerio de la arpa le bastan sesenta que le dan».
No hay más noticias de Comas hasta el 25 de julio de 1657, cuando fue nombrado maestro de capilla de la Catedral de Santo Domingo de la Calzada con un salario de 150 ducados. El cargo se encontraba vacante, ya que el maestro Gregorio López de Guevara había partido a la Catedral de Oviedo ese mismo año. Para conseguir el cargo, el nuevo maestro tuvo que realizar «los ejercicios de música que se le ha pedido», que fueron revisados y aceptados por la capilla de música.
No hay muchas noticias de su magisterio en Santo Domingo de la Calzada. En 1657 contrató a dos tiples naturales de Viana y organizó su traslado a Santo Domingo de la Calzada, con un desembolso de 105 reales para cubrir los costos de traer a los niños y otros 50 reales para el viaje de regreso del padre de éstos a Viana. En diciembre de 1662 presentó los villancicos para la celebración de las Navidades de ese año al cabildo, para que fuesen revisados por un canónigo. En 1663 el cabildo le encargó escribir «llamando a algunos ministriles bajones, los que mejor pareciere, para que vengan a ser oídos, asegurándoles que al que mejor pareciere y quedare en esta santa iglesia se le darán ciento y treinta ducados vellón y dos cargas de trigo fijo cada año por su ministerio y las guanacias de fiesta».
El 12 de noviembre de 1685 aparece como maestro de capilla del Monasterio de las Huelgas en Burgos. Se le había llamado para juzgar las oposiciones al magisterio de la Catedral de Burgos, vacante tras el fallecimiento de Juan de Madrid. A las oposiciones se presentaron José de Caseda, maestro de Calahorra, y Manuel Egüés, maestro de Lérida. El día 19 solicitaba la ayuda de otros músicos para juzgar los ejercicios, de los que quedaría ganador Egüés.
A partir de esa fecha se pierde el rastro del maestro.

## Obra
Se conservan motetes, salmos, secuencias y villancicos del maestro Comas en las catedrales de Burgos y Santo Domingo de la Calzada. Todos a ocho voces y acompañamiento, con la excepción de un motete y un salmo que son a diez voces y acompañamiento.